# Gaiba

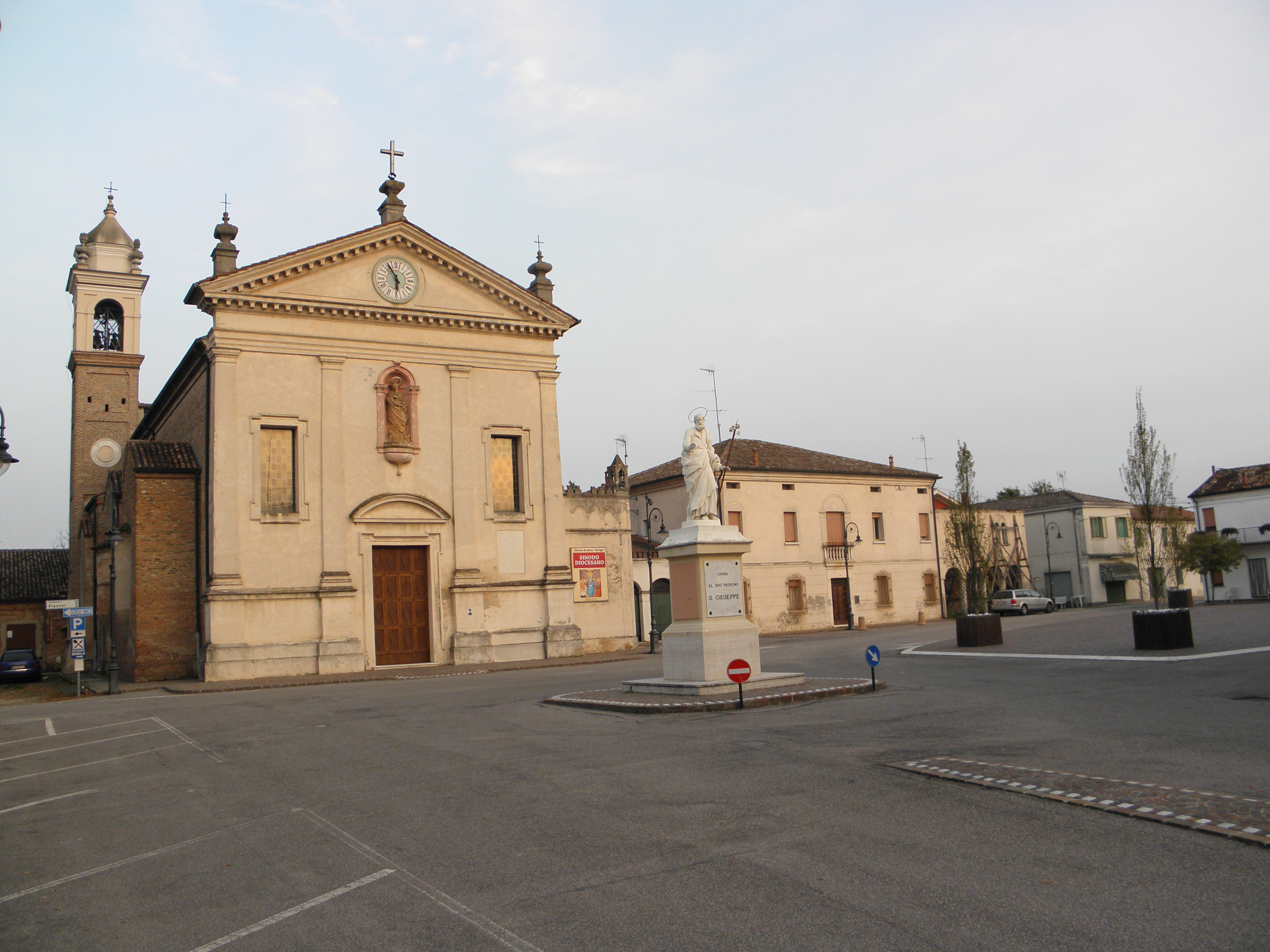
Sankt-Josefs-Platz in Gaiba

Gaiba ist eine nordostitalienische Gemeinde (comune) mit 968 Einwohnern (Stand 31. Dezember 2023) in der Provinz Rovigo in Venetien. Die Gemeinde liegt etwa 19 km südwestlich von Rovigo und etwa 10 km nordwestlich von Ferrara am Po in der Polesine und grenzt unmittelbar an die Provinz Ferrara (Emilia-Romagna).

## Gemeindepartnerschaften
Gaiba unterhält Gemeindepartnerschaften mit der polnischen Gemeinde Alwernia in der Woiwodschaft Kleinpolen sowie zwei inneritalienische mit den Gemeinden Collegno in der Metropolitanstadt Turin und Rocchetta Sant’Antonio in der Provinz Foggia.